# Uroobovella miyatakei
Uroobovella miyatakei es una especie de arácnido del orden Mesostigmata de la familia Urodinychidae.

## Distribución geográfica
Se encuentra posiblemente en Japón.